# Lycée Alborz
Le lycée Alborz (en persan : دبیرستان البرز, Dabirestān Alborz) est un prestigieux lycée de Téhéran, en Iran. Il tire son nom de la chaîne de montagnes qui surplombe Téhéran, l'Alborz. 

## Histoire

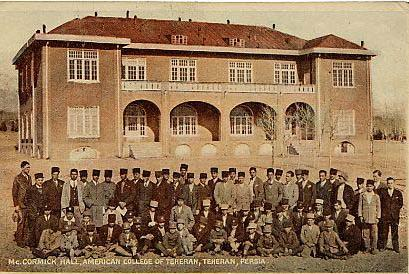
McCormick Hall, American College of Tehran, vers 1930.

L'école a été créé au début en tant qu'école élémentaire en 1873 par un groupe de missionnaires américains dirigés par James Basset. La création de cette école intervient 22 ans après la création de Dar-ol Fonoun par Amir Kabir. 
Quand le révérend Samuel Jordan arrive en Iran en 1898, il transforme l'école élémentaire en un établissement offrant plus de classes, à la fois d'école élémentaire, de lycée et même quelques cours d'université. À partir de cette époque, l'institution est connue sous le nom de American College of Tehran (« Faculté américaine de Téhéran »). Les buts que Jordan énonce en 1906 sont les suivants : « Le jeune oriental formé en occident perd en règle générale le contact avec son pays [...] Trop souvent, il rejette indifféremment le bon et le mauvais de la vieille civilisation et n'arrive pas à assimiler le meilleur de l'occident. Il perd toute foi dans sa vieille religion et n'obtient rien en retour [...] Nous adaptons les meilleurs méthodes occidentales aux besoins du pays en même temps que nous maintiendrons le bien de leur propre civilisation. »
Le lycée Alborz  est reconstruit par l'architecte géorgien Nikolaï Markov dans les années 30,.
Le révérend Jordan a été président du lycée Alborz pendant 42 ans (jusqu'en 1940) et sous son impulsion, l'école s'est développée jusqu'à devenir un lycée et une faculté reconnue. 
En 1940 puis durant la seconde guerre mondiale, l'école est placée sous le contrôle du ministère iranien de l'éducation sur ordre de Reza Shah. C'est également à cette période que Alborz redevient un simple lycée. 
En 1944, le professeur Mohammad Ali Mojtahedi, membre de l'université de Téhéran est nommé président d'Alborz jusqu'en 1979. 
Alborz est toujours considérée aujourd'hui comme un des meilleurs lycées d'Iran, régulièrement classé dans les dix premiers lycées du pays. 

## Directeurs
- 1873-1889 : M. Howard
- 1899-1940 : Samuel M. Jordan

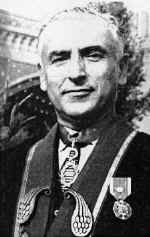
Mohammad Ali Mojtahedi, directeur du lycée de 1944 à 1979.

- 1940-1941 : Mohammad Vahid Tonekaboni
- 1941 : Mohsen Hadad
- 1941-1942 : Ali Mohammad  Partovy, surnommé Moni-ol Molk
- 1942-1943 : Hasan Zoghi
- 1943-1944 : Lotfali Sooratgar
- 1944-1979 : Mohammad Ali Mojtahedi
- ?-1990 : M. Khoshnevisan
- 1991-1997 : Bagher Dezfulian
- 1998-1999 : M. Dastani
- 1999-2007 : Valiollah Sanaye
- Depuis 2007 : Mazaher Hami Kargar

## Anciens élèves
- Solayman Haïm (1887-1970), lexicographe, traducteur, dramaturge et essayiste iranien